# Something for the Rest of Us
Something for the Rest of Us es el noveno álbum de estudio de la banda originaria de Buffalo; The Goo Goo Dolls, lanzado el 31 de agosto de 2010.
El proceso de grabación tomó lugar a finales de la primavera de 2009 en el CGR Audio Studio en Buffalo y en "The Ark" en Los Ángeles, con el productor Tim Palmer. Un simple iba a liberarse en noviembre de 2009 con el lanzamiento del álbum en febrero de 2010, pero la banda regresó al estudio en enero de 2010. De acuerdo con el cantante y guitarrista,John Rzeznik, esto fue hecho porque añadieron arreglos al trabajo realizado previamente.
Muchos productores fueron convocados a asistir al proceso de producción, entre ellos  Butch Vig, John Fields, Paul David Hager Tim Palmer y Rob Cavallo.
Cuando se le preguntó a Rzeznik sobre el lapso de tiempo transcurrido entre los álbumes, admitió problemas en cuestiones de composición y también una pausa por razones personales,... "Quería realmente cavar profundo y hay millones de canciones que deseche, -pensé- no, no es muy buena. Quería hacer algo diferente,  algo mejor; algo más profundo. También quería tener una vida con mi novia por un tiempo. Le prometí pasar tiempo con ella, ser normal y estar en un solo lugar. Eso fue algo importante".
En una de la sesiones Ustream, Robby reveló que el álbum tendría 12 canciones y que el simple Real no sería una de ellas.
A fines de mayo, John anunció que Home sería el primer simple y fue lanzado en las radios y en iTunes el 8 de junio de 2010.
Los simples de este álbum fueron los temas Home y Notbroken.

## Lista de canciones
| N.º | Título                         | Escritor(es) | Duración |  |
| 1.  | «Sweetest Lie»                 | John Rzeznik | 3:23     |  |
| 2.  | «As I Am»                      | Rzeznik      | 3:53     |  |
| 3.  | «Home»                         | Rzeznik      | 4:44     |  |
| 4.  | «Notbroken»                    | Rzeznik      | 4:10     |  |
| 5.  | «One Night»                    | Rzeznik      | 5:01     |  |
| 6.  | «Nothing is Real»              | John Rzeznik | 4:05     |  |
| 7.  | «Now I Hear»                   | Rzeznik      | 3:20     |  |
| 8.  | «Still Your Song»              | Rzeznik      | 4:22     |  |
| 9.  | «Something for the Rest of Us» | Rzeznik      | 4:27     |  |
| 10. | «Say You're Free»              | Rzeznik      | 3:11     |  |
| 11. | «Hey Ya»                       | Rzeznik      | 3:37     |  |
| 12. | «Soldier»                      | Rzeznik      | 4:14     |  |

Bonus tracks
| N.º | Título                                                                            | Duración |  |
| 13. | «Postcards from Paradise» (iTunes and pre-order bonus track)                      | 3:41     |  |
| 14. | «Rough Boys» (iTunes and pre-order bonus track)                                   | 2:38     |  |
| 15. | «Home» (acoustic) (iTunes and pre-order bonus track)                              | 4:36     |  |
| 16. | «Something for the Rest of Us» (piano version) (Amazon MP3 exclusive bonus track) | 4:19     |  |
| 17. | «Catch Me Now I'm Falling» (pre-order bonus track)                                | 3:52     |  |
| 18. | «Broadway» (live) (Japanese release bonus track)                                  | 6:34     |  |